# Deidamia I av Epirus
Deidamia I av Epirus, död 300 f.Kr., var drottning av Makedonien som gift med Alexander IV av Makedonien och Demetrios I Poliorketes.
Hon var dotter till Aeacides av Epirus.